# Ortheuville
Ortheuville is een gehucht in de Belgische provincie Luxemburg. Het ligt in Tenneville, zo'n twee kilometer ten zuidoosten van het centrum van Tenneville. Net ten westen ligt het gehuchtje Prelle, net ten noorden het gehucht Baconfoy. Ortheuville ligt aan de Oostelijke Ourthe.

## Geschiedenis
Op de Ferrariskaart uit de jaren 1770 staat de plaats weergegeven als het gehucht Ortenville. Westelijk, aan de andere kant van de Ourthe, toont de kaart het gehucht Presle en noordelijk het gehuchtje Baconfroy.
Op het eind van het ancien régime werd Ortheuville een gemeente, maar deze werd in 1823 alweer opgeheven en bij Tenneville gevoegd.

## Verkeer en vervoer
Ortheuville wordt doorsneden door de N4, de expresweg van Namen naar Bastenaken.
Deelgemeenten: Champlon · Erneuville · Tenneville

Overige dorpen: Baconfoy · Beaulieu · Belle-Vue · Berguème · Cens · Grainchamps · Journal · Laneuville-au-Bois · Mochamps · Ortheuville · Prelle · Ramont · Tresfontaines · Wembay · Wyompont 

Belgische gemeenten · Arrondissement Marche-en-Famenne · Luxemburg · Wallonië